# Reno Rugby Bologna
La Reno Rugby Bologna 1967 è stata una società di rugby del capoluogo emiliano, fino al 2021, anno in cui la fusione con il Rugby Bologna 1928 (l'altra società del capoluogo emiliano) ha dato origine al Bologna Rugby Club.

## Storia
La Reno Bologna venne fondata nel 1967.
Ha militato fino al campionato 2018/2019 nella serie B del campionato italiano di rugby, mentre l'ultima stagione 2019/2020, interrotta bruscamente a causa della pandemia di COVID-19 è stata disputata nel campionato di serie C.
Dal 2001 la Reno ha avuto come presidente un imprenditore bolognese di origine irpina, Raffaele Capone. I colori sociali erano il giallo ed il blu e i motti della società erano "herba nocens numquam extinguit!" (l'erba cattiva non muore mai!) e "tanto fango tanto onore".

## Il nome
Deve il suo nome a Reno, il leone che era presente in una gabbia all'interno dei Giardini Margherita.

## Prima squadra
La prima squadra ha sempre militato nei campionati regionali di serie ma nella stagione 2007-2008 disputò per la prima volta nella sua storia la serie B e, dopo un campionato lungo e travagliato, centrò una storica salvezza ottenuta all'ultima di campionato contro il Perugia. La stagione successiva vide la Reno unirsi ad altre società della provincia di Bologna fra cui l'A.S.D Rugby Pieve (storica società di Pieve di Cento che vanta fra i suoi più illustri tesserati l'ala ex nazionale Edgardo Venturi che giocò nel Pieve all'inizio degli anni '80) che in quel periodo vantava numerosi giocatori di buon livello, per la categoria, ma si trovava in guai finanziari. L'unione scaturita da queste società diede origine all'Unione Rugby Bolognese che continuò a disputare il campionato di serie B fino alla stagione 2011-2012 conclusasi con un girone di ritorno deludente, causato dai molti infortuni che decimarono la squadra e costrinsero l'allora allenatore Claudio Menozzi a convocare molti giocatori dell'under 20. La compagine emiliana vinse, da dopo pausa natalizia a fine campionato soltanto 2 partite contro Imola e Piacenza e concluse con un, tutto sommato, buon piazzamento a centro classifica dovuto alle numerose vittorie del girone di andata.

## Stagioni 2012-2021
La stagione 2012-2013 iniziò all'insegna del rinnovamento e con una politica diversa da quella degli anni precedenti, innanzitutto la Reno ricominciò a giocare da sola concludendo l'esperienza dell'Unione e poi inserendo nella rosa moltissimi giovani provenienti dall'under 20. Un altro grosso cambiamento fu fatto nello staff tecnico dove il vice allenatore della stagione precedente, Edgardo Venturi fu promosso sostituendo Claudio Menozzi e come vice venne preso l'allenatore del Castel San Pietro Rugby ed ex giocatore del Bologna Rugby 1928 Fabio Fava (già collaboratore dell'under 18 nella stagione 2009-2010). Una stagione 2012/2013 travagliata a causa infortuni e poco carattere e soprattutto gioco nelle partite e momenti decisivi conclusa con 31 punti all'undicesimo posto nel girone B della Serie B italiana con conseguente retrocessione in Serie C.
Nonostante la retrocessione la coppia Venturi-Fava fu riconfermata per la stagione 2013-2014, annata che riportò la Reno Rugby in Serie B dopo una spettacolare stagione regolare finita al primo posto con 73 punti frutto di 15 vittorie e 1 sconfitta e vittorie ai playoff nel doppio confronto con il Trento Rugby e all'ultimo respiro col Leonorso Udine (14-16 21-18) di Ian McKinley, leader tecnico della squadra friulana e futuro giocatore della nazionale Italiana di Rugby e del Benetton Rugby Treviso. Stagione che vide per la prima volta del nuovo millennio la Reno Rugby sfidarsi con i rivali cittadini del Rugby Bologna 1928 nella cosiddetta “Mortadella Cup”, vinta in entrambe le occasioni dalla Reno in cornici di pubblico gremito.
La stagione 2014-15 vide la Reno Rugby inserita in un mini girone andata e ritorno a 6 squadre, la poule 1 del Girone 2 della Serie B in cui le prime 3 accedevano al pool promozione e le ultime 3 alla pool salvezza. La Reno Rugby nonostante un buon gioco espresso con 4 vittorie in 10 incontri, 20 punti, si classificò al quarto posto accedendo insieme al Modena Rugby (quinto) e al Vasari Arezzo (sesto) alla poule salvezza con Paganica Rugby, Viterbo e Cecina, ultime 3 della pool 2 del Girone 2. In questo girone la Reno incominciò il girone benissimo con 5 vittorie nelle prime 5 partite, garantendosi la salvezza e potendo giocare le ultime 5 partite con più rilassatezza. La Reno Rugby concluse il girone al secondo posto alle spalle del Modena Rugby con 37 punti frutto di 7 vittorie 1 pareggio a Viterbo e 2 sconfitte a Modena e ad Arezzo.
La stagione 2015-16 l'ultima della coppia Venturi-Fava vide la Reno Rugby inserita nella prima fase sempre nella poule 1 del girone B insieme a Rugby Noceto, Romagna Rugby e Amatori Parma, che conclusero ai primi 3 posti e a Modena Rugby quarto e Rugby Bologna sesto. La Reno quinta nel girone concluse a 16 punti frutto di 3 vittorie di cui 2 per 31-10 e 16-7 con i rivali concittadini neopromossi del Bologna Rugby 1928 che chiusero ultimi il girone a un punto. Perciò la Reno Rugby fu ammessa alla pool salvezza con Modena Rugby, Rugby Bologna 1928 e le ultime 3 della pool 2 del girone B Tirreno Rugby, Florentia Rugby e Firenze Rugby 1931. La Reno si garantii la salvezza vincendo entrambi i match punto a punto con il Firenze Rugby 1931 nonostante il passo falso esterno a Piombino con il Tirreno Rugby e ottenendo le altre vittorie a Modena, e in casa col Florentia Rugby che vedeva tra le sue file un Niccolò Cannone, futuro giocatore della Nazionale e con il Tirreno Rugby. La Reno chiuse terza il girone a 27 punti con 5 vittorie, però solo 6 punti sopra il Firenze 1931, penultimo e retrocesso e 14 punti sotto un Bologna Rugby 1928, vincitore del girone dopo una campagna acquisti invernale molto importante.
La stagione 2016-17 vide un cambio al timone della Reno Rugby con la coppia Sordini-Segundo che portarono a Bologna Francesco Ghini dal Tirreno Rugby e Jacopo Bastiani dal Firenze 1931, quest'ultimo fu il metamen della stagione. La Reno Rugby venne inserita nel girone 2 della Serie B italiane insieme ad altre 11 squadre di Emilia-Romagna (Rugby Bologna, Amatori Parma, Rugby Parma 1931, Modena Rugby, Romagna Rugby), Toscana (Florentia Rugby, Livorno Rugby, Vasari Arezzo), Umbria (CUS Perugia), Marche (Rugby Jesi) e Lazio (Viterbo). Fu un'ottima annata che andò ad integrare un gioco molto efficace dalle touche nei 22 avversari e una mischia solida ereditati dagli allenatori precedenti con un gioco dinamico e polivalente con tutti i 15 giocatori impostato dalla nuova coppia di allenatori. La Reno Rugby concluse la stagione al quinto posto con 63 punti, frutto di 13 vittorie in 22 incontri. Inoltre questa stagione vide pure la partecipazione della squadra cadetta al campionato di serie C2 concluso sesto posto con allenatori Lanzoni-Tosi con 34 punti frutto di 7 vittorie in 18 incontri, squadra che nelle stagioni precedenti aveva partecipato sotto il nome “Orda Balorda” al campionato Uisp.
La stagione 2017-18 vide confermata la guida Sordini-Segundo, la quale mise la Reno Rugby nel girone 3 della Serie B italiano, il cosiddetto “girone veneto”. La stagione vide esordire la Reno Rugby con un modesto pareggio 14-14 tra le mura amiche con il Cus Padova, mentre nella seconda gara arrivò una cocente sconfitta a Casale 66-17 che fece prendere una piega negativa alla stagione della Reno. Il girone d'andata la vide vincere solamente in casa con Mogliano Rugby e CUS Ferrara, chiudendo a 13 punti in nona posizione dopo sconfitte esterne sonore anche con Paese Rugby, Villorba Rugby e Rugby Badia. Ma il girone di ritorno andò ancora peggio con una sola vittoria casalinga col Rubano Rugby e sconfitte molto deludenti sia nel risultato che sotto il piano del gioco negli scontri diretti a Ferrara, Mogliano, Riviera e Viadana Rugby. L'apice della brutta stagione arrivò con la fragorosa sconfitta casalinga 17-83 col Villorba Rugby all'ultima giornata. Durante tutta la stagione oltre agli infortuni dovuti a un campionato più duro fisicamente si acutizzò una sempre più fragorosa scollatura tecnica e caratteriale tra i giocatori e gli allenatori portando la squadra a subire sia in mischia chiusa che nel gioco dei tre quarti che erano stati i punti di forza nella stagione precedente, oltre al fatto che la seconda squadra guidata da Gentilezza fu costretta prima di Natale a ritirarsi dal campionato di C2 per mancanza di giocatori. Con l'ultimo posto in campionato a 19 punti la coppia Sordini-Segundo fu sollevata dall'incarico e la squadra fu affidata a Gianluca Ogier, per la stagione successiva.
La stagione 2018-19 vide la Reno Rugby partecipare al campionato di Serie B poiché nella stagione precedente erano state bloccate le retrocessioni; questa volta però nel girone 2, il solito emiliano-romagnolo con squadre toscane, laziali e marchigiane. Fu una stagione di profondo rinnovamento con l'addio a giocatori esterni e la decisione di puntare solamente su quelli del proprio vivaio e di dare un'opportunità a quelli che nelle scorse stagioni avevano giocato solo nella seconda squadra. La prima parte della stagione fu caratterizzata da gravi problemi in mischia chiusa dovuti soprattutto alla carenza qualitativa che numerica di piloni e vide la Reno chiudere con sola una vittoria casalinga con Arezzo il girone d'andata. Nel girone di ritorno la squadra sfoderò grandi prestazioni casalinghe con le corazzate Florentia, Civitavecchia e Romagna, riscattando i passavi pesanti dell'andata che però non portarono a punti in classifica. Le uniche 2 vittorie arrivarono al campo Barca con Siena Rugby e ad Arezzo. Fatali per la retrocessione furono la sconfitta a Rieti dell'ex consulente tecnico Stefano Bordon 33-22 in una partita giocata punto a punto per 70 minuti fino all'espulsione di Vito e la sconfitta all'ultima giornata del Florentia col Romagna che costrinsero il Civitavecchia nel recupero della ventunesima giornata a venire a Bologna con l'obbligo dei 5 punti per mantenere viva la speranza promozione, poi sfumata nello spareggio proprio col Romagna. La Reno concluse il campionato undicesima a 22 punti a soli 2 punti dal Rieti Rugby che si salvò. Destino volle che il Rieti Rugby dovette rinunciare all'iscrizione al campionato 2019-20 di serie B e il suo posto venne ripescato il Formigine Rugby come migliore squadra di Serie C non promossa.
La stagione 2019-20 vide quindi la Reno sempre di Gianluca Ogier iscritta al girone E poule 1 di Serie C con Forlì Rugby, Faenza Rugby e le seconde squadre di Noceto Rugby, Lyons Piacenza e Rugby Bologna 1928. La stagione vide per la prima volta giocare contemporaneamente insieme i 3 fratelli Sacchetti: Francesco, Federico e Filippo. La Reno concluse il girone al secondo posto a 36 punti frutto di 7 vittorie tra cui 2 nette 83-0 e 53-12 contro la squadra cadetta del Bologna Rugby 1928 e 3 sconfitte di 2 con il Lyons Piacenza, squadra vincitrice del girone e l'altra ininfluente a Noceto all'ultima giornata. Avendo concluso nei primi 3 posti la poule 1 la Reno fu ammessa insieme a Lyons Piacenza e Noceto Rugby e alle prime 3 classificate della poule 2 del girone E Pescara Rugby, Rugby San Benedetto e al Fano Rugby al Girone 5 di Serie C Promozione. La Reno alla prima giornata riscattò vincendo a Noceto per 41 a 18 la sconfitta precedente ma purtroppo quella fu l'unica giornata giocata a causa della pandemia di COVID-19; il campionato fu dapprima sospeso e successivamente con promozioni bloccate cancellato il 27 marzo 2020.
A causa delle restrizioni dovute alla pandemia la stagione 2020-21 non si disputò, nonostante ciò la società si organizzò affinché i giocatori potessero allenarsi rispettando le procedure anti-contagio.
A febbraio 2020 fu annunciata la fusione con il Rugby Bologna 1928 per dare origine al Bologna Rugby Club, una squadra che manteneva i colori sociali (rosso-blu) e le strutture sportive e dirigenziali del Rugby Bologna 1928 (campo Bonori) con gli obiettivi di creare uno dei poli rugbyistici più grandi d'Italia con oltre 650 tesserati e di puntare negli anni successivi alla promozione in serie A.

## Settore giovanile
La Reno Rugby è stata tra le società ad avere il più alto numero di tesserati di tutta la provincia di Bologna grazie ad un ben organizzato settore giovanile ed a un'altrettanto ben attrezzato movimento di minirugby, in totale società poteva vantare circa 300 tesserati. Le giovanili della Reno hanno partecipato ai campionati regionali di U.8, U.10, U.12, U.14, U.16, ed U.18.